# Kárpatos

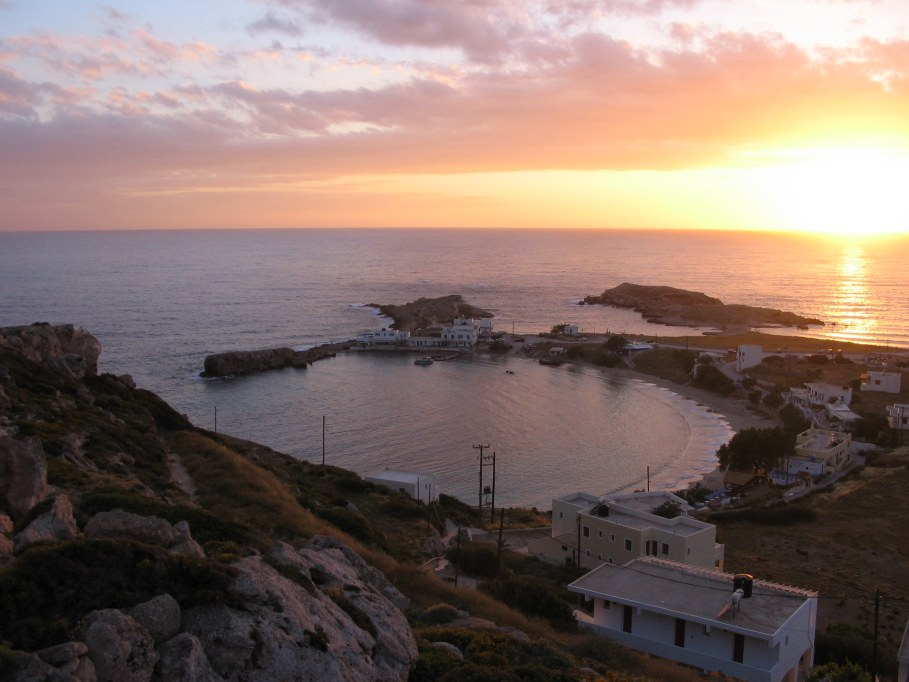
Levkos.

Kárpatos, Kárpazos o Cárpatos (en griego Κάρπαθος, Kárpathos; en italiano: Scarpanto) es una isla griega perteneciente al archipiélago del Dodecaneso en el mar Egeo situada entre Creta y Rodas. Forma parte de la unidad periférica de Kárpatos, junto a Kasos.

## Historia
La ciudad de Pigadia fue construida al final de una playa arenosa de cuatro kilómetros. Existen restos de una basílica cristiana dedicada a Agía Fotiní. Homero hacía referencia a Kárpazos en el catálogo de las naves de la Ilíada, donde la llama «Crápatos».

## Geografía
Kárpazos se encuentra al suroeste de Rodas. De una longitud de 50 km, Kárpazos tiene entre 6 y 10 km de ancho siendo por sus superficie la segunda isla más grande del Dodecaneso. Es una isla montañosa. La población principal de Kárpazos es Pigadia que es asimismo el puerto principal de la isla. Su nombre en griego antiguo era «Potideo» o «Posidio». 
La cordillera escarpada del Kalí-Limni (1215m) es, según la mitología, el lugar de nacimiento de los Titanes.[cita requerida] Esta cordillera divide la isla en dos zonas, una semidesértica y poco poblada al norte y otra bien irrigada y con una mayor densidad de población al sur.

## Transportes
Kárpazos posee un aeropuerto.

## Religión
Existen alrededor de 280 capillas en la isla dedicadas a diferentes santos.